# Quinn (fotbollsspelare)
Quinn, född Rebecca Catherine Quinn 11 augusti 1995 i Toronto, är en kanadensisk fotbollsspelare som spelar för OL Reign. 
Quinn blev olympisk bronsmedaljör i fotboll vid sommarspelen 2016 i Rio de Janeiro.  I augusti 2020 blev Quinn utlånad från OL Reign i USA för att spela en säsong i Vittsjö GIK i Sverige.

## Biografi
Quinn är icke-binär och identifierar sig som transperson. Hen fick fortsätta spela professionell damfotboll baserat på av deras kön som tilldelades vid födseln, snarare än könsidentitet. Hen blev känd som den första transpersonen att tävla i de olympiska sommarspelen under OS i Tokyo 2020. Quinn är den första öppna icke-binära personen som tagit medalj i ett OS. Hen var en del av Kanadas lag som tog guld vid OS 2020.